# 周时源
周时源（1914年—1974年），曾用名周素元、周世元，安徽金寨古碑人，中国人民解放军少将。
1929年参加中国工农红军，次年2月加入中国共产主义青年团，同年6月转入中国共产党。历任班长、排长和手枪连连长。1932年10月，任红三十一军二七四团二营营长，后提升为二七四团团长。1936年升任红四军十一师师长（政治委员陈锡联），参加长征。抗日战争时期，历任新四军游击支队副参谋长、新四军第六支队副参谋长兼第三团团长。第二次国共内战时期，任吉林省乾安县县长、辽西军区保安一旅第三团团长。中华人民共和国成立后，历任广东军区西江军分区代司令员、江西省军区抚州军分区司令员、第四十五文化速成中学代校长、福建军区福安军分区司令员、福建省军区副司令员、第二十八军副军长。1964年，周时源晋升少将军衔，荣获一级八一勋章、二级独立自由勋章、二级解放勋章。1974年6月8日，因病在上海逝世。